# Lennart Dilén
Klas Lennart Dilén, född 28 september 1928 i Torsåkers församling i Gävleborgs län, död där 21 februari 2011, var en svensk friidrottare (långdistanslöpning). Inhemskt tävlade han för Sandvikens GK och Gefle IF. Han vann SM-guld i terräng 8 km år 1953. Han vann också ett SM-guld i 4×1500 meter då han sprang andra sträckan efter Dan Waern.